# من کی هستم: مجموعه
من کی هستم: مجموعه (انگلیسی: Whu Is Me: Complex) اولین آلبوم چندآهنگه از خوانندۀ اهل کره جنوبی هویی عضو پنتاگون است که در ۱۶ ژانویه ۲۰۲۴ توسط کیوب انترتینمنت منتشر و کاکائو انترتینمنت توزیع شد.

## موفقیت تجاری
آلبوم در جدول گائون کره در رتبه چهارم قرار گرفت. همچنین فروش آن در کره ۳۳,۷۴۵ بود.